# Chicapa
Chicapa (em francês: Tshikapa) é uma cidade e capital da província de Cassai, na República Democrática do Congo.
A localidade é conhecida por seus depósitos de diamantes.

## Geografia
Está localizada na confluência do rio Chicapa (que lhe empresta o nome) com o rio Cassai na Estrada Nacional 1, estando 842 km a sudeste da capital Quinxassa. Está dividida geograficamente em três zonas (norte, sul e leste) separadas pelos rios e ligadas por pontes ou serviços de balsa.

## História
Chicapa surgiu em 1907 quando um garimpeiro descobriu um diamante nas proximidades da confluência dos rios Chicapa e Cassai. Um grande afluxo de garimpeiros rumou para a área para minerar e comercializar diamantes, mudando totalmente a economia e a demografia laboral local, anteriormente uma zona agrícola e extrativista vegetal.
Inicialmente duas empresas estabeleceram-se na área: a Meltax, uma subsidiária de uma empresa de Zurique, e a Britmond, subsidiária de uma empresa britânica. Porém, somente após a vinda da Forminière, um consórcio de mineração belga-estadunidense, é que a localidade cresceu vertiginosamente sua população, com três quartos dos homens adultos empregados nos labores minerais, chegando a ter em 1950 um total de 5.552 habitantes fixos, não contada a circulação demográfica sazonal. Em 1970 a população já alcançava 38.900 habitantes e 180.900 habitantes em 1994.
Adquiriu o estatuto oficial de cidade em 2003, subdividida nas comunas/distritos urbanos de Dibumba I, Dibumba II, Kanzala, Mabondo e Mbumba.

## Economia
A economia está centrada na atividade mineiral e industrial, com um importante cordão agrícola de subsistência, além de ser um centro comercial, financeiro e administrativo para a província.

## Infraestrutura
A cidade é servida pelo Aeroporto de Chicapa e é atravessada pela Estrada Nacional 1, qua a liga a cidade de Ponta da Banana (litoral quinxassa-congolês) com Sakania (extremo sul quinxassa-congolês).